# 동여도지
《동여도지》(東輿圖志) 또는 《대동여지통고》(大東輿地通考)는 조선 후기에 김정호가 편찬한 지지(地誌)로서, 〈청구도〉 작성을 위한 기초 작업, 곧 시방서로서 편찬되었다고 알려져 있다. 《동여도지》는 22책으로 편찬된 지지(地誌)로서 김정호가 처음으로 펴냈으며 그리고 거의 평생에 걸쳐 보완한 지지이며, 현존본은 모두 육필본이다. 《동여도지》를 편찬하기 시작한 때는 확실치 않으며, 김정호가 죽기 직전까지 평생에 걸쳐 편찬·보완하였으리라 추정하고 있다.

## 제1차 편찬
《동여도지》는 편찬하기 시작한 때는 1822년 무렵으로, 일차적으로 편찬·완성한 때는 1834년(순조 34년)으로 추정한다. 《동여도지》 제6책 권11 청주목 연혁조 기사에서 “순종 25년에 현을 강호하였고 34년에는 다시 예전으로 돌렸다.”라는 기록이 나오는데, 이 기록은 《동여도지》 주현 연혁조에서 가장 늦은 기록이다. 그런데 〈청구도〉는 1834년 가을에 제작되었으므로 《동여도지》는 늦어도 그때까지는 제1차 편찬을 마쳐야 한다.
이후 《동여도지》 제1차 편찬본의 상하좌우 등의 여백에 내용을 첨부하였다.

## 편찬 체제
김정호는 《동여도지》 권2 〈동여도지서〉에서 편찬한 목적이 ‘나라를 다스리는 도(爲邦之道)’에 보탬이 되도록 하는 데 있다고 밝혔다. 또한 거기에서 《동국여지승람》이 편찬된 지 3백여 년이 흘러 그 기록이 달라졌음을 들어 《동국여지승람》의 예에 따라 기록하였음을 밝히고 있다. 또한 여러 소장본을 연구한 결과 평안도편을 김정호가 작성하지 않았으리라 여겨진다.
《동여도지》의 총목은 각 도별로 나뉘어 있으며, 편목은 각 도의 첫머리에서 도세(道勢)를 한눈에 알 수 있도록 각 도의 연혁을 비롯한 42개 항목을 수록하고 있다. 각 주현의 편목도 각도의 도세의 편목과 비슷하게 연혁을 비롯한 30여 개 항목으로 이루어져 있다. 주현의 편목은 〈청구도〉 범례 38개 항목과 거의 비슷하다. 또한 각 편목의 항목은 《동여도지》를 편찬할 당시에 가장 최신 자료에 입각하여 인용하였고, 이러한 편목은, 일부 오류가 발견되나. 《동국여지승람》의 체계와 흡사하다. 이는 《동국여지승람》이 《동여도지》의 근거 자료임을 알게 하는 근거가 되며, 마지막으로 두 책의 편목도 비슷하다.
김정호는 지지는 지도의 근원이며 지도에 다 나타내지 못한 것을 기록하고, 주현의 형편에 따라 있는 것과 없는 것을 표기하되 그가 제시하는 38개의 항목에 따라 어기지 말고 지도와 병행해야 한다고 밝혔다.

### 소장본

#### 영남대학교 소장본
영남대학교 소장본은 가로 11.3센티미터, 세로 16센티미터의 소책자로 총 20책으로 되어 있고, 제8, 14, 18책 등 3책은 결본이어서 17책만 남아 있다. 책명은 17책 가운데 14책에서 ‘여지’(輿地)라고 하였으며, 3책은 ‘대동여지통고’(大東輿地通考)라고 하였다. 그러나 권2의 서문과 책 내용의 권 표시에는 책명을 ‘동여도지’라고 하였다. 권차(卷次)가 권1에서 권37까지 매겨져 있는데, 함경도까지만 되어 있고 평안도편은 결본이다. 제17책은 김정호의 친필본으로 알려져 있다.

#### 서울대학교 규장각 소장본
서울대학교 규장각 소장본은 두 권이 현존한다. 그 체제는 영남대학교 소장본과 같으나 중복하지 않기 때문에 현재 총 19책이 현존한다.

#### 고려대학교 소장본
고려대학교 소장본은 총15책이다. 그 체제는 영남대학교 소장본과 같으며, 그 가운데 평안도편은 서체가 다르다. 현존하는 평안도편 일부도 김정호의 친필이 아니라서 김정호가 평안도편은 작성하지 않았으리라 추측하고 있다. 제15책은 김정호의 친필본으로 알려져 있다.

## 《동여도지》와 〈청구도〉
종래에는 〈청구도〉가 《대동지지》의 부도적 성격을 지녔다고 여겨져 왔다. 그러나 최근에 김정호의 사상, 곧 “지지가 지도의 근본”이라는 사상에 반하여 《대동지지》가 〈청구도〉보다 늦게 편찬된 점을 들어 부정하고 있다. 그리고 최근에 《동여도지》 제1차 편찬 시기가 〈청구도〉 편찬 시기인 1834년 무렵으로 밝혀짐에 따라 〈청구도〉 편찬을 위해 《동여도지》의 제1차 편찬이 이루어졌으리라는 주장이 일어났다.
《동여도지》가 〈청구도〉의 시방서 역할을 했으리라 보는 견해의 근거는 다음과 같다.
- 두 자료에 실린 편목은 그 수와 항목이 거의 같거나 비슷하다.
- 《동여도지》 제1차 편찬 이후에 바뀐 행정 체제 변화가 〈청구도〉에는 전혀 나타나지 않는다. 이는 지지를 만든 뒤 바로 지도가 제작되었음을 뜻한다고 주장한다.
- 《동여도지》의 편목에 나타난 수치가 간략화되어 〈청구도〉에 실려 있다. 예컨대 함경도 부령(富寧)의 곡부(穀賦)조에서 《동여도지》에는 73,138석, 〈청구도〉에는 73100석이라고 되어 있다. 이는 지도에는 자세히 적을 수 없었기 때문에 100자리 아래에서 버림한 값을 취하였으리라 여겨진다.

## 같이 보기
- 청구도
- 여도비지
- 대동지지